# Rijndam (Schiff, 1901)
Die Rijndam (I) war ein 1901 in Dienst gestelltes Passagierschiff der niederländischen Reederei Holland-America Line, das als Transatlantikliner auf dem Nordatlantik eingesetzt wurde und Passagiere, Fracht und Post von Rotterdam nach New York beförderte. Während des Ersten Weltkriegs wurde das Schiff als USS Rijndam (ID-2505) als Truppentransporter der United States Navy eingesetzt. Nach Kriegsende war sie wieder für die Holland-America Line als Passagierschiff im Dienst, bis sie 1928 zum Abbruch verkauft und im darauffolgenden Jahr in Hendrik-Ido-Ambacht (Niederlande) verschrottet wurde.

## Das Schiff
Der Vertrag zum Bau des 12.527 BRT großen, aus Stahl gefertigten Dampfschiffs Rijndam auf der Werft Harland & Wolff im nordirischen Belfast für die Holland-America Line wurde am 18. April 1897 unterzeichnet. Die Kiellegung fand am 23. November 1899 statt und am 18. Mai 1901 lief das Schiff vom Stapel. Sie war das erste Schiff der Reederei mit diesem Namen (die zweite und dritte Rijndam folgten jeweils 1951 und 1994). Die erste Rijndam war ein 167,64 Meter langes und 18,90 Meter breites Passagierschiff mit einem Schornstein, zwei Masten und zwei Propellern. Sie war das Schwesterschiff der ebenfalls bei Harland & Wolff gebauten Noordam (I) (12.531 BRT), deren Fertigstellung im März 1902 erfolgte und die bis 1927 im Dienst war.
Die Rijndam wurde von zwei Dreifachexpansions-Dampfmaschinen von Harland & Wolff angetrieben, die 7500 bhp („brake horsepower“) leisteten und eine Geschwindigkeit von 15 Knoten ermöglichten. Für den Betrieb des Schiffs wurden täglich 149 Tonnen Kohle benötigt. In den Passagierunterkünften war Raum für 286 Reisende in der Ersten, 196 in der Zweiten und 1800 in der Dritten Klasse ausgelegt. Das Schiff hatte insgesamt vier Decks sowie wasserdichte Schotts und einen Funkapparat für drahtlose Telegrafie.

## Frühe Jahre
Am 3. Oktober 1901 wurde die fertige Rijndam ihren Eignern übergeben und eine Woche später, am 10. Oktober 1901, lief sie in Rotterdam zu ihrer Jungfernfahrt nach New York aus. Nach dem Untergang der Titanic im April 1912 wurden acht zusätzliche Rettungsboote installiert, eine Maßnahme, die viele Reedereien nach dem Unglück trafen.
Am 25. Mai 1915 kollidierte das Schiff mit dem unter norwegischer Flagge fahrenden Frachtschiff Joseph J. Cuneo (874 BRT) der United Fruit Company etwa zehn Seemeilen vor den Nantucket Shoals südlich von Nantucket. Auf den Notruf reagierten die Schlachtschiffe Texas, South Carolina, Louisiana und Michigan, die die 230 Passagiere der Rijndam aufnahmen. Im September desselben Jahres erstickten im Lagerraum Nr. 2 zwei Besatzungsmitglieder, da 925 Kisten eingelagerter Blumen eine große Menge Kohlenstoffdioxid freisetzten.
Am 18. Januar 1916 lief das Schiff vor der Themse-Mündung auf eine von dem deutschen U-Boot UC 1 (Oberleutnant zur See Egon von Werner) gelegte Seemine. Drei Kohlentrimmer kamen durch die Explosion an Bord ums Leben. In England wurden behelfsmäßige Reparaturen durchgeführt, bevor das Schiff für endgültige Instandsetzungen nach Rotterdam zurückkehrte. Im Herbst 1916 musste die Rijndam in den Hafen von New York geschleppt werden, nachdem sie vor der amerikanischen Ostküste im Nebel mit einem anderen Schiff zusammengestoßen war.

## Kriegseinsatz und späte Jahre
Während des Ersten Weltkriegs war die Rijndam wie viele andere europäische Handelsschiffe in New York interniert, bis sie am 20. Juni 1917  zusammen mit 88 anderen niederländischen Schiffen von der US-Regierung beschlagnahmt und an die United States Customs and Border Protection übergeben wurde. 31 dieser Schiffe wurden in den Dienst der US Navy gestellt, so auch die Rijndam als USS Rijndam (ID-2505) (ab 1. Mai 1918). Das Kommando übernahm Commander John Joseph Hannigan.

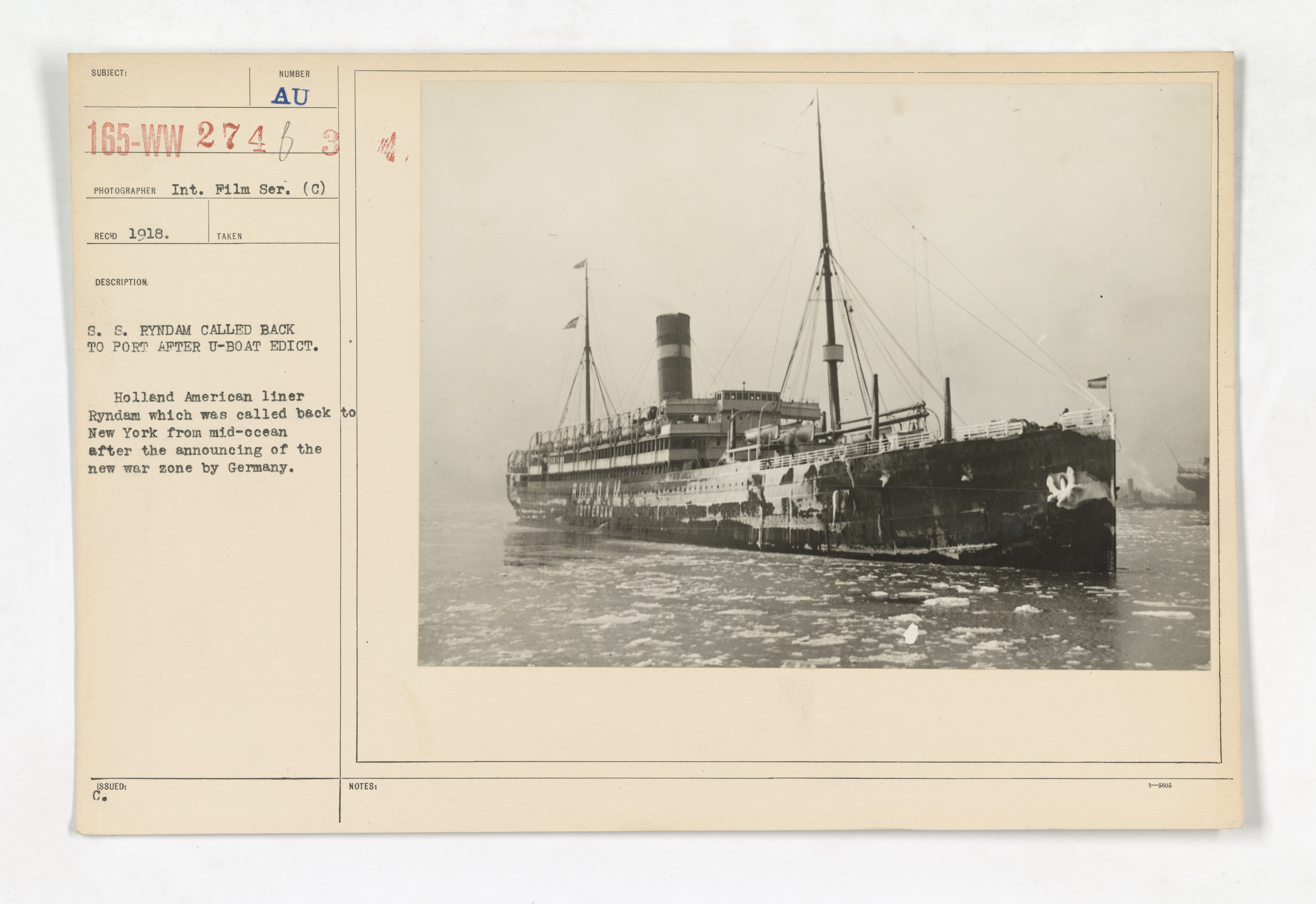
Die Rijndam während des Ersten Weltkriegs (1918)

Am 10. Mai 1918 verließ die Rijndam New York zu ihrer ersten von sechs Konvoifahrten, die sie vor Kriegsende durchführte. Dabei wurde sie von der USS President Lincoln (ex HAPAG), der von der Cunard Line betriebenen Dwinsk (ex Russian American Line) sowie den italienischen Passagierschiffen Caserta und Dante Alighieri begleitet. Der Geleitzug (der 35. Amerikanische Geleitzug des Ersten Weltkriegs) schloss sich noch am selben Tag einer weiteren Gruppe von Schiffen an, die aus Newport News kommend im Atlantik dazu stieß, darunter unter anderem die ehemals deutschen Passagierschiffe Princess Matoika (ex Kiautschou), Antigone (ex Neckar) und Susquehanna (ex Rhein), die ehemals russische Kursk und der ehemalige italienische Ozeandampfer Duca d'Aosta.  Als Begleitschutz wurde der Kreuzer Maryland zur Verfügung gestellt. Am 23. Mai 1918 erreichte der Konvoi die Stadt Brest an der französischen Atlantikküste. Auf der Rückfahrt nach New York wurde die Rijndam etwa 300 Meilen westlich von Brest fast von einem Torpedo des deutschen U-Boots U 90 (Kapitänleutnant Walter Remy) getroffen, welches während dieses Angriffs die President Lincoln (18.084 BRT) versenkte. Das Schiff kollidierte zudem fast mit dem auf Periskoptiefe fahrenden U-Boot.
Bis zum Kriegsende im November 1918 brachte die Rijndam noch drei weitere Male Truppen und Nachschubgüter nach Brest und einmal nach Saint-Nazaire. Unmittelbar nach dem Krieg unternahm das Schiff insgesamt sieben Überfahrten von Brest, Saint-Nazaire und Quiberon in die USA, um Soldaten aus Europa nach Hause zu bringen. Während mancher dieser Ozeanüberquerungen hatte sie mehr als 3000 Menschen an Bord. Insgesamt beförderte sie während ihres Kriegseinsatzes 17.319 Personen.
Am 11. August 1919 wurde das Schiff durch die Cruiser and Transport Force an den Third Naval District und am 22. Oktober 1919 schließlich an ihre ehemaligen Eigner, die Holland-America Line, übergeben. Am 31. Juli 1920 lief sie in Rotterdam zu ihrer ersten zivilen Nachkriegsfahrt nach New York aus. Im Mai 1926 wurden die Erste, Zweite und Dritte Klasse abgeschafft und durch Kabinenklasse und Touristenklasse ersetzt, was als zeitgemäßer empfunden wurde.
Am 18. September 1926 startete das Schiff zu einer siebenmonatigen Kreuzfahrt für 506 Studenten der New York University, wobei die Worte „University World Cruise“ auf beide Seiten des Rumpfes geschrieben worden war. Im Dezember 1928 wurde die Rijndam zum Abbruch verkauft und im April 1929 auf der Abwrackwerft N. V. Frank Rijsdijk’s Industrieele Ondernemingen in der niederländischen Stadt Hendrik-Ido-Ambacht verschrottet.